# یکله
یکله . [ ی ِ ل ِ ] (اِخ) به معنای یکّه و یگانه است. به عقیدهٔ برخی زبان شناسانان واژه یکله ریشهٔ باستانی فارسی-پهلوی واژه یکّه است. واینکه یکه در زبان ترکی به معنی بزرگ میباشد .در حال حاضر این شکل باستانی کاربردی ندارد.
یکله نام یکی از روستاهای شهرستان همدان واقع در استان همدان ایران نیز است.
عرض جغرافیایی آن ۳۴ درجه و ۵۲ دقیقه شمالی و طول جغرافیایی آن ۴۹ درجه شمالی است. ارتفاع آن از سطح دریا ۱۶۰۲ متر است. فاصله آن از همدان حدود ۴۱ کیلومتر و از قهاوند ۱ کیلومتر است. جمعیت آن حدود ۱۵۰۰ نفر است. شغل اکثریت مردم آن کشاورزی، دامداری،رانندگی کامیون سنگین است. این روستا قدمت و پیشینه‌ی کهن تاریخی دارد و از حسن شهرت مهمان‌نوازی برخوردار است.